# HSBC Championships 2025
HSBC Championships 2025, tradičním názvem Queen's Club Championships 2025, byl kombinovaný tenisový turnaj na profesionálních okruzích mužů ATP Tour a žen WTA Tour, hraný v Queen's Clubu. Stý dvacátý druhý ročník mužského a  osmdesátý druhý ženského Queen's Club Championships probíhal mezi 9. a 22. červnem 2025 v britské metropoli Londýně na travnatých dvorcích. Titulárním partnerem se pro ročníky 2025–2028 stala bankovní instituce HSBC.
Ženská část se konala mezi 9. a 15. červnem 2025 poprvé od roku 1973, když na londýnské pořadatele přešla licence pro kategorii WTA 500 z Eastbourne International. Odměny hráčkám činily 1 415 000 dolarů. Mužská polovina navázala od 16. do 22. června, s odměnami 2 522 000 eur, jako součást kategorie ATP Tour 500. Nejvýše nasazenými singlisty se stali druhý hráč žebříčku Carlos Alcaraz ze Španělska a světová pětka Čeng Čchin-wen z Číny. Jako poslední přímí účastníci do hlavních soutěží nastoupili španělský 58. tenista pořadí Jaume Munar a 40. hráčka klasifikace Katie Boulterová ze Spojeného království.
V důsledku invaze Ruska na Ukrajinu na konci února 2022 řídící organizace tenisu ATP, WTA a ITF s grandslamy rozhodly, že ruští a běloruští tenisté mohli dále na okruzích startovat, ale do odvolání nikoli pod vlajkami Ruska a Běloruska.
Dvacátou první trofej z dvouhry okruhu ATP Tour vybojoval 22letý Carlos Alcaraz. Druhým turnajovým vavřínem z Queen's Clubu si jako pátý aktivní tenista připsal čtvrtý titul na trávě. Z turnaje odjížděl s 18zápasovou neporazitelností. Kariérní finálovou neporazitelnost na okruhu WTA Tour udržela 37letá Němka Tatjana Mariová, která získala čtvrtý singlový titul. Stala se tak nejstarší šampionkou v kategorii WTA 500 od jejího založení v roce 2009. Julian Cash s Lloydem Glasspoolem vyhráli londýnskou čtyřhru mužů jako první britská dvojice v otevřené éře a celkově si připsali čtvrtý párový triumf. Ženský debl ovládly Američanka Asia Muhammadová s Nizozemkou Demi Schuursovou a na okruhu WTA vyhrály druhou společnou trofej.

## Rozdělení bodů a finančních odměn

### Rozdělení bodů
| Soutěž       | Soutěž        | vítězové | finalisté | semifinalisté | čtvrtfinalisté | 16 v kole | 32 v kole | Q  | Q2 | Q1 |
| ------------ | ------------- | -------- | --------- | ------------- | -------------- | --------- | --------- | -- | -- | -- |
| dvouhra mužů | [ 10 ] [ 17 ] | 500      | 330       | 200           | 100            | 50        | 0         | 25 | 13 | 0  |
| čtyřhra mužů | [ 1 ] [ 18 ]  | 500      | 300       | 180           | 90             | 0         | —         | 45 | 25 | 0  |
| dvouhra žen  | [ 11 ] [ 19 ] | 500      | 325       | 195           | 108            | 60        | 1         | 25 | 13 | 1  |
| čtyřhra žen  | [ 20 ]        | 500      | 325       | 195           | 108            | 1         | —         | —  | —  | —  |

### Finanční odměny
| Soutěž                                  | Soutěž        | vítězové  | finalisté | semifinalisté | čtvrtfinalisté | 16 v kole | 32 v kole | Q2       | Q1      |
| --------------------------------------- | ------------- | --------- | --------- | ------------- | -------------- | --------- | --------- | -------- | ------- |
| dvouhra mužů                            | [ 10 ] [ 17 ] | 471 755 € | 253 790 € | 135 255 €     | 69 100 €       | 36 885 €  | 19 670 €  | 10 080 € | 5 655 € |
| dvouhra žen                             | [ 11 ] [ 19 ] | 218 000 $ | 134 260 $ | 78 425 $      | 38 142 $       | 20 875 $  | 15 020 $  | 10 135 $ | 5 185 $ |
| čtyřhra mužů                            | [ 18 ]        | 154 930 € | 82 620 €  | 41 800 €      | 20 910 €       | 10 820 €  | —         | —        | —       |
| čtyřhra žen                             | [ 20 ]        | 72 120 $  | 43 860 $  | 25 470 $      | 13 080 $       | 7 970 $   | —         | —        | —       |
| částky ve čtyřhrách jsou uvedeny na pár |               |           |           |               |                |           |           |          |         |

## Mužská dvouhra

### Nasazení

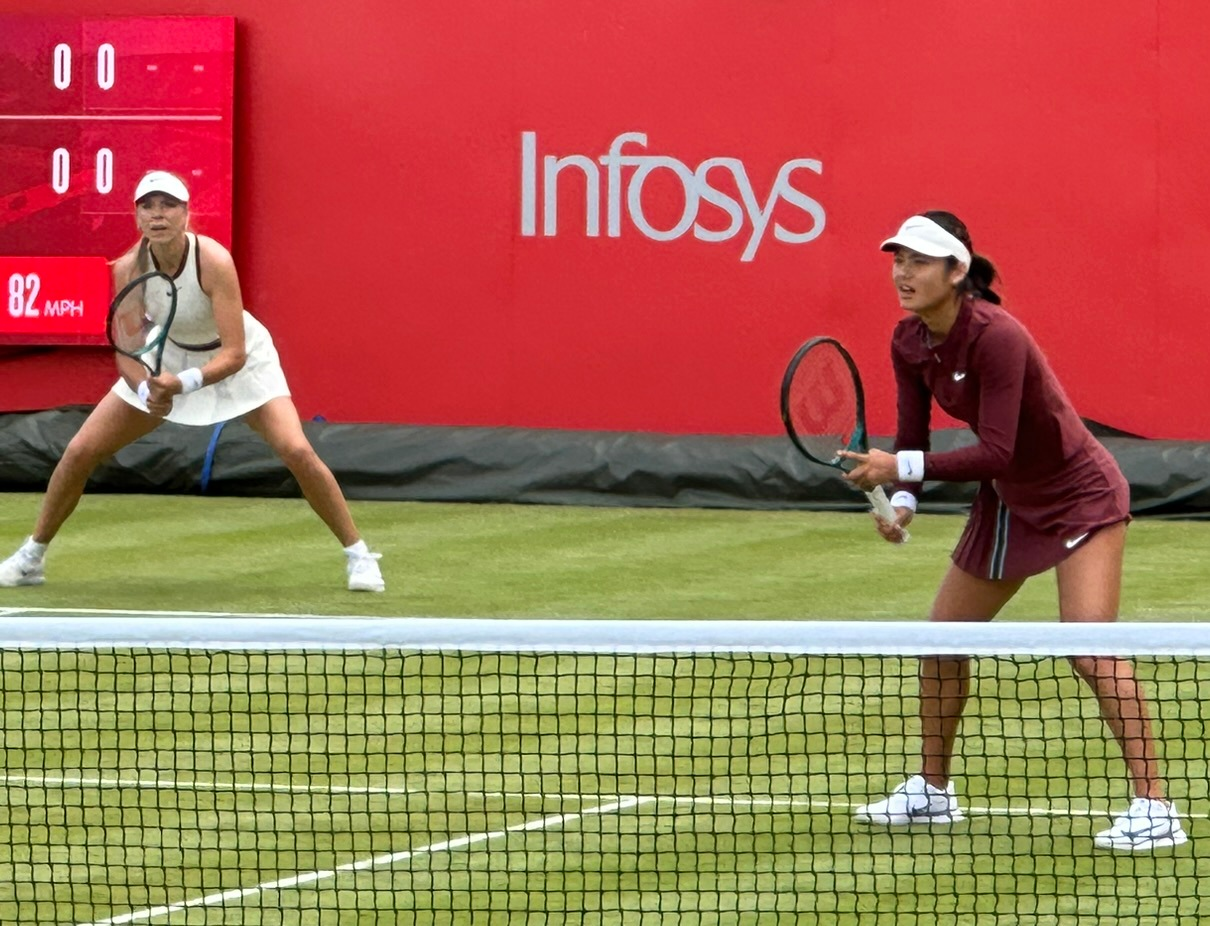
Katie Boulterová s Emmou Raducanuovou v úvodním kole čtyřhry

| Stát                          | Hráč           | ATP | Nasazení |
| ----------------------------- | -------------- | --- | -------- |
| Španělsko                     | Carlos Alcaraz | 2.  | 1.       |
| Spojené království            | Jack Draper    | 4.  | 2.       |
| USA                           | Taylor Fritz   | 7.  | 3.       |
| Dánsko                        | Holger Rune    | 9.  | 4.       |
| Austrálie                     | Alex de Minaur | 10. | 5.       |
| USA                           | Ben Shelton    | 12. | 6.       |
| USA                           | Frances Tiafoe | 13. | 7.       |
| Česko                         | Jakub Menšík   | 17. | 8.       |
| Žebříček ATP k 9. červnu 2025 |                |     |          |

### Jiné formy účasti
Následující hráči obdrželi divokou kartu:
- Dan Evans
- Billy Harris
- Cameron Norrie

Následující hráč nastoupí pod žebříčkovou ochranou:
- Jenson Brooksby
- Reilly Opelka

Následující hráči postoupili z kvalifikace:
- Alex Bolt
- Mackenzie McDonald
- Corentin Moutet
- Aleksandar Vukic

Následující hráči postoupili z kvalifikace jako šťastní poražení:
- Christopher O'Connell
- Arthur Rinderknech
- Adam Walton

### Odhlášení
před zahájením turnaje
- Matteo Arnaldi → nahradil jej  Christopher O'Connell
- Matteo Berrettini → nahradil jej  Jenson Brooksby
- Alejandro Davidovich Fokina → nahradil jej  Adam Walton
- Grigor Dimitrov → nahradí jej  Arthur Rinderknech
- Sebastian Korda → nahradil jej  Gabriel Diallo
- Nick Kyrgios → nahradil jej  Gaël Monfils
- Lorenzo Musetti → nahradil jej  Roberto Bautista Agut
- Tommy Paul → nahradil jej  Camilo Ugo Carabelli

## Mužská čtyřhra

### Nasazení
| Stát                                                                                   | Hráč             | Stát               | Hráč            | ATP | Nasazení |
| -------------------------------------------------------------------------------------- | ---------------- | ------------------ | --------------- | --- | -------- |
| Salvador                                                                               | Marcelo Arévalo  | Chorvatsko         | Mate Pavić      | 2.  | 1.       |
| Finsko                                                                                 | Harri Heliövaara | Spojené království | Henry Patten    | 7.  | 2.       |
| Spojené království                                                                     | Joe Salisbury    | Spojené království | Neal Skupski    | 26. | 3.       |
| Spojené království                                                                     | Julian Cash      | Spojené království | Lloyd Glasspool | 27. | 4.       |
| Žebříček ATP k 9. červnu 2025; číslo je součtem žebříčkového postavení obou členů páru |                  |                    |                 |     |          |

### Jiné formy účasti
Následující páry obdržely divokou kartu:
- Jacob Fearnley /  Cameron Norrie
- David Stevenson /  Marcus Willis

Následující pár postoupil z kvalifikace:
- Rohan Bopanna /  Sander Gillé

Následující páry postoupily z kvalifikace jako šťastní poražení:
- Dan Evans /  Henry Searle
- Juki Bhambri /  Robert Galloway

### Odhlášení
před zahájením turnaje
- Alex de Minaur /  Alexei Popyrin → nahradili je  Juki Bhambri /  Robert Galloway
- Grigor Dimitrov /  Jack Draper → nahradili je  Hugo Nys /  Édouard Roger-Vasselin
- Taylor Fritz /  Tommy Paul → nahradili je  Taylor Fritz /  Jiří Lehečka
- Marcel Granollers /  Horacio Zeballos → nahradili je  Brandon Nakashima /  Frances Tiafoe
- Sebastian Korda /  Jordan Thompson → nahradili je  Dan Evans /  Henry Searle
- Giovanni Mpetshi Perricard /  Lorenzo Musetti → nahradili je  Giovanni Mpetshi Perricard /  Rajeev Ram

## Ženská dvouhra

### Nasazení
| Stát                           | Hráčka             | WTA | Nasazení |
| ------------------------------ | ------------------ | --- | -------- |
| Čína                           | Čeng Čchin-wen     | 7.  | 1.       |
| USA                            | Madison Keysová    | 8.  | 2.       |
| USA                            | Emma Navarrová     | 9.  | 3.       |
| Kazachstán                     | Jelena Rybakinová  | 11. | 4.       |
|                                | Diana Šnajderová   | 12. | 5.       |
| Česko                          | Karolína Muchová   | 13. | 6.       |
| Česko                          | Barbora Krejčíková | 15. | 7.       |
| USA                            | Amanda Anisimovová | 16. | 8.       |
| Žebříček WTA k 26. květnu 2025 |                    |     |          |

### Jiné formy účasti
Následující hráčky obdržely divokou kartu:
- Jodie Burrageová
- Francesca Jonesová
- Sonay Kartalová
- Emma Raducanuová

Následující hráčka nastoupila pod žebříčkovou ochranou:
- Petra Kvitová

Následující hráčky postoupily z kvalifikace:
- Cristina Bucșová
- Maddison Inglisová
- Tatjana Mariová
- Ajla Tomljanovićová
- Heather Watsonová
- Anastasija Zacharovová

### Odhlášení
před zahájením turnaje
- Anna Kalinská → nahradila ji  McCartney Kesslerová
- Jessica Pegulaová → nahradila ji  Rebecca Šramková

## Ženská čtyřhra

### Nasazení
| Stát                                                                                     | Hráčka              | Stát        | Hráčka            | WTA | Nasazení |
| ---------------------------------------------------------------------------------------- | ------------------- | ----------- | ----------------- | --- | -------- |
| Ukrajina                                                                                 | Ljudmyla Kičenoková | Nový Zéland | Erin Routliffeová | 14. | 1.       |
| Kazachstán                                                                               | Anna Danilinová     |             | Diana Šnajderová  | 26. | 2.       |
| Austrálie                                                                                | Ellen Perezová      | Čína        | Čang Šuaj         | 27. | 3.       |
| USA                                                                                      | Asia Muhammadová    | Nizozemsko  | Demi Schuursová   | 34. | 4.       |
| Žebříček WTA k 26. květnu 2025; číslo je součtem žebříčkového postavení obou členek páru |                     |             |                   |     |          |

### Jiné formy účasti
Následující pár obdržel divokou kartu:
- Jodie Burrageová /  Sonay Kartalová

## Přehled finále

### Mužská dvouhra
- Carlos Alcaraz vs.  Jiří Lehečka, 7–5, 6–7(5–7), 6–2

### Ženská dvouhra
- Tatjana Mariová vs.  Amanda Anisimovová, 6–3, 6–4

### Mužská čtyřhra
- Julian Cash /  Lloyd Glasspool vs.  Nikola Mektić /  Michael Venus, 6–3, 6–7(5–7), [10–6]

### Ženská čtyřhra
- Asia Muhammadová /  Demi Schuursová vs.  Anna Danilinová /   Diana Šnajderová, 7–5, 6–7(3–7), [10–4]